# Huracan

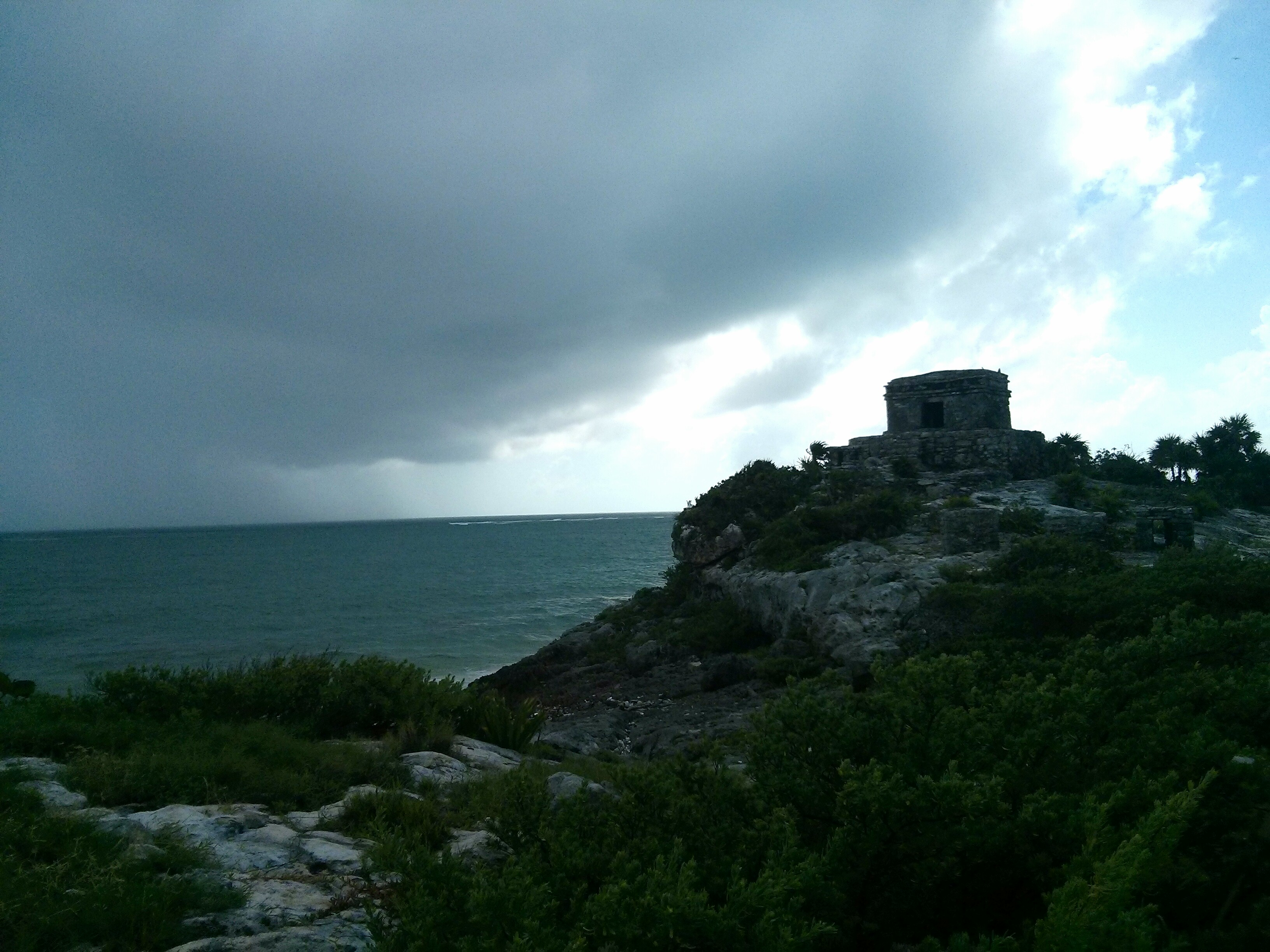
Tempio del dio del vento Maya Huracan nel sito archeologico di Zuma, vicino Tulum, Stato di Quintana Roo, Regione dello Yucatan, Messico

Nella mitologia maya, Huracan (anche Hurakan, Harakan o Jurakan) era la divinità del fuoco, del vento e delle tempeste. È la principale divinità del Popol Vuh - il corpus letterario storico-mitologico del Regno Quiché di Q'umarkaj - presente in ogni fase del racconto della creazione del mondo col nome di U K'ux Kaj (Cuore del cielo) e descritta come spirito creatore e origine della vita. Sempre nel Popol Vuh è anche colui che scatena il diluvio, e colui che chiede a Hunahpù e Xbalanqué di uccidere il malvagio di Uucub Kakix
Divinità di alto rango, Huracan era associato ad Hunab Ku, il Supremo dio Creatore dei Maya. Il nome deriva dal maya Jun Raqan, "colui che è su una gamba", con chiaro riferimento alla caratteristica forma del tornado. La corrispondente divinità azteca era Tezcatlipoca.
Adirato con i primi uomini, inviò il Gran Diluvio che è una versione maya del Diluvio Universale. Si riteneva che avesse partecipato alla creazione dell'uomo, a partire dal mais. Di sembianze zoomorfe, era rappresentato con la testa di serpente o comunque con aspetto rettiloide.
Corrisponde a divinità simili di altre culture precolombiane, quali Tohil, Bolon Tzacab, Cocijo e Tlaloc.
La parola spagnola Huracán (relativa al ciclone tropicale) deriva invece dal Taino. Alcuni sostengono erroneamente che questa voce spagnola è stata incorporata dalla lingua maya, tuttavia, è necessario ricordare che gli spagnoli hanno vissuto 30 anni nel Hispaniola e Cuba prima di raggiungere il Messico, e durante questo periodo sono stati registrati diversi uragani, in particolare il giugno 1494, il 3 agosto 1508, ed il 10 luglio 1509.